# Multiplikativní množina
Multiplikativní množina (také množina uzavřená na násobení nebo podmnožina uzavřená na násobení) je pojem z komutativní algebry, podoboru abstraktní algebry. V rámci okruhu {\displaystyle O} se multiplikativní podmnožinou rozumí taková podmnožina {\displaystyle M} okruhu {\displaystyle O}, která splňuje:
- {\displaystyle 1\in M}
- {\displaystyle \forall x,y\in M:xy\in M}

Tato množina je tedy jednak uzavřená na konečná násobení a jednak obsahuje i prázdný součin, tedy neutrální prvek vůči násobení. Definice lze přeformulovat pomocí pojmu monoid – jedná se o podmonoid násobení v daném okruhu.
Typickým využitím multiplikativních množin v komutativní algebře je vytváření lokalizace okruhu.

## Příklady
- Množinový doplněk prvoideálu v komutativním okruhu.
- Množina všech jednotek okruhu.
- Mocniny prvku v okruhu, tedy množina {\displaystyle \{1,x,x^{2},x^{3},\dots \}}

## Vlastnosti
- Ideál {\displaystyle P} okruhu {\displaystyle O} je prvoideálem právě tehdy, když je {\displaystyle O\setminus P} multiplikativní množinou.
- Průnikem multiplikativních množin je multiplikativní množina.